# Pometon
Pometon (лат.) — род жуков-скакунов из подсемейства Cicindelinae (подтриба Prothymina). Неотропика.

## Распространение
Встречаются в Неотропике: Боливия, Бразилия.

## Описание
Редкие и яркие жуки-скакуны среднего размера (длина около 1 см) с крупными глазами, стройным телом и длинными ногами. За сто с лишним лет было собрано всего несколько экземпляров этих жуков и повторные попытки в типовых биотопах найти их не увенчались успехом. Основная окраска тела яркая и контрастирующая: металлически блестящие синевато-зелёные голова и грудь и желтовато-оранжевые надкрылья с филетовыми полосками. Крылья развиты. Дневной вид, наземный хищник, обитающий в саванных и открытых вторичных лесах. Биология и жизненный цикл малоизучены.

## Классификация
Род Pometon включён в подтрибу Prothymina W.Horn, 1906 в составе трибы Cicindelini. Первоначально род был описан под названием Metopon, но в том же году сам автор (Fleutiaux, 1899) переименовал его в Pometon, так как первое имя оказалось занятым одноимённым родом перепончатокрылых Metopon (Walker 1834).
- Pometon bolivianus Huber, 1999
- Pometon singularis Fleutiaux, 1899[2]